# NATO Multinational Battlegroup Lithuania

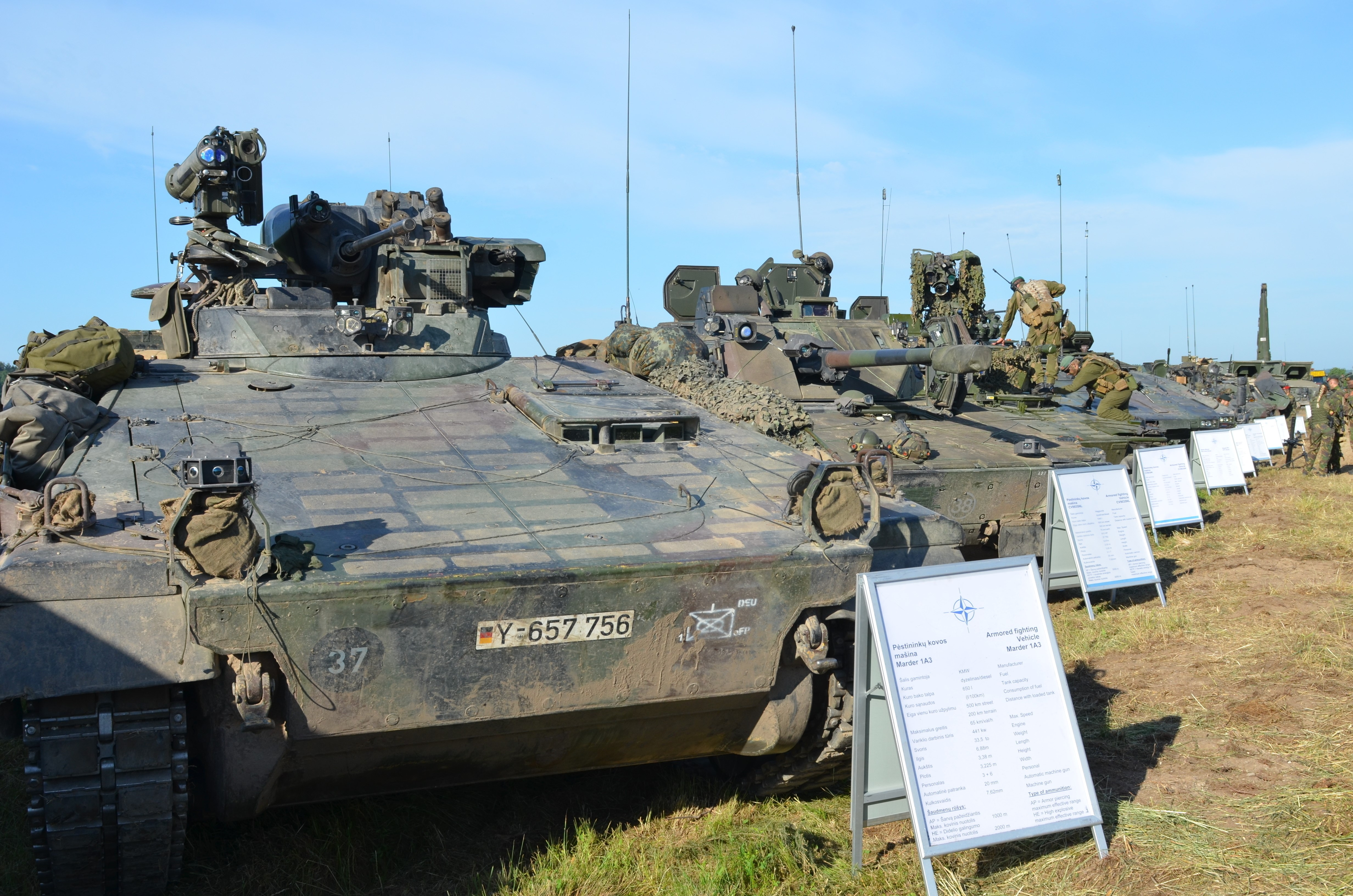
Ein deutscher Schützenpanzer Marder und ein niederländischer Schützenpanzer CV9035 nach einer Übung, Juni 2017

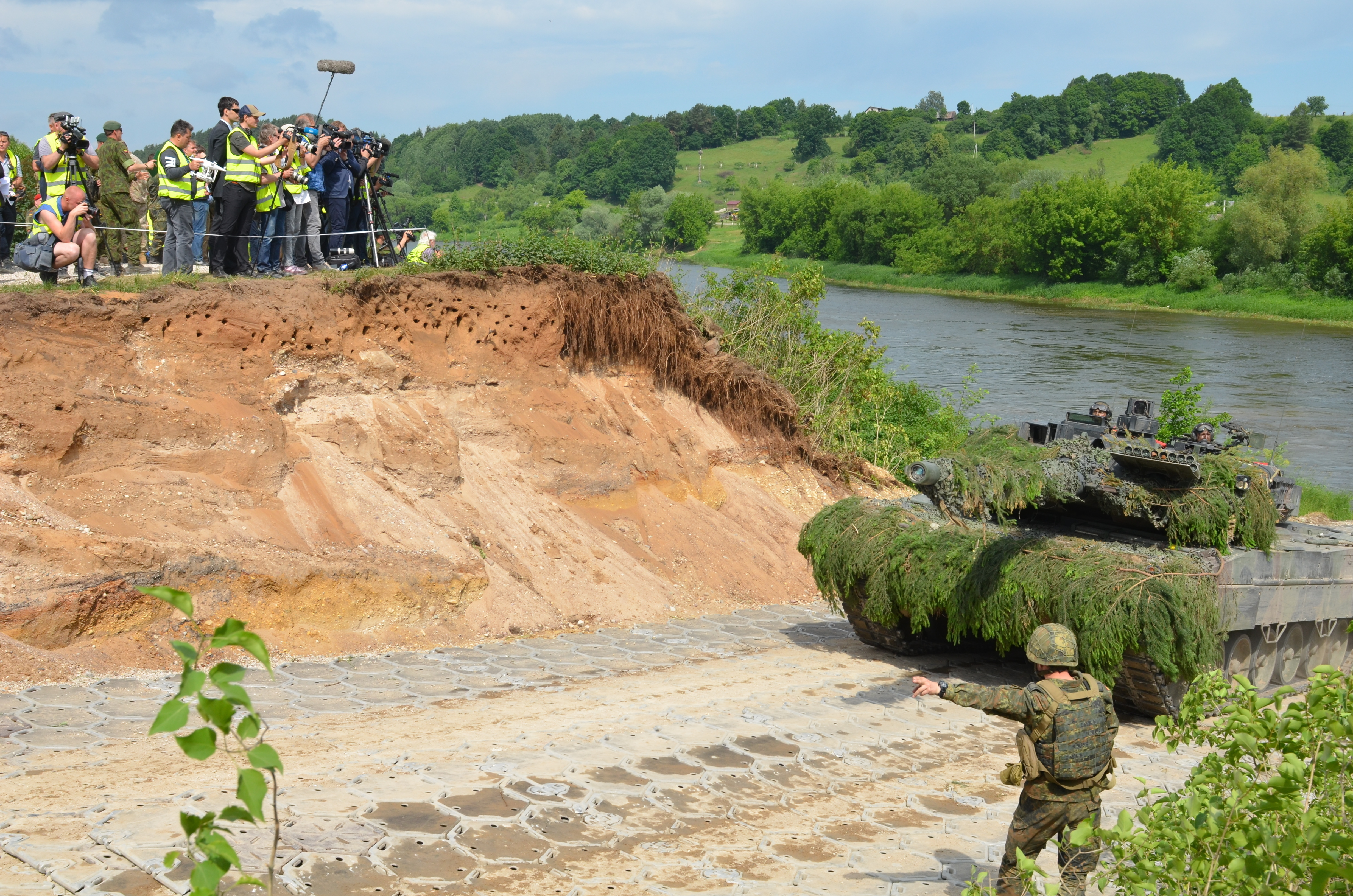
Kampfpanzer Leopard 2 an der litauisch-polnischen Grenze während der Übung Iron Wolf, Teil von Saber Strike 17, Juni 2017

Die NATO Multinational Battlegroup Lithuania (MNBG Lithuania; bis 4. Februar 2025: eFP-Battlegroup Lithuania) ist der Kampfverband der Nordatlantikpakt-Organisation (NATO) in Litauen. Sie ist seit August 2017 mit Truppenteilen rotierend aus Belgien, Deutschland, Frankreich, Kroatien, Luxemburg, den Niederlanden und Norwegen kampfbereit und hat eine Stärke von 1.200 Mann. Der Verband steht unter Führung der deutschen Bundeswehr in Rukla, 30 km von Kaunas entfernt.

## Hintergrund
Der Aufbau der Kampfgruppe geschieht im Rahmen der von der Allianz beschlossenen NATO Enhanced Forward Presence (eFP). Damit soll den baltischen Ländern und Polen die Unterstützung des Bündnisses versichert werden und eine Abschreckung gegenüber Russland deutlich werden. In allen vier Ländern wurde ab 2017 eine NATO-Battlegroup aufgebaut.
Die MNBG wurde beim Bündnisgipfel im Juli 2016 beschlossen. Die „Führungsnationen“ sind Deutschland in Litauen, Großbritannien in Estland, die USA in Polen und Kanada in Lettland. Das Personal rotiert jedes halbe Jahr, denn die NATO-Russland-Grundakte von 1997 verbietet die dauerhafte Stationierung alliierter Truppen in Osteuropa. Russland sieht die Truppenstationierung der MNBG als Provokation. Die Stationierung erfolgt aufgrund zwischenstaatlicher, mehrfach geänderter Abkommen. Die Bundesregierung interpretiert die Regelungen so, dass eine Zustimmung des Bundestags nicht erfolgen muss. Seit dem Überfall Russlands auf die Ukraine sieht sich Deutschland und damit die Bundeswehr an diese Soll-Regelung der Grundakte nicht mehr gebunden, da Moskau „sein Versprechen aus der Grundakte, keine Gewalt gegen andere Staaten anzuwenden, eindeutig gebrochen“ hat.
Zum 5. Februar 2025 wurde die eFP-Battlegroup Lithuania in NATO Multinational Battlegroup (MNBG) Lithuania umbenannt.
Am 24. März 2025 übernahm das Heer die Führung der MNBG Lithuania vom Einsatzführungskommando der Bundeswehr.
Am 1. April 2025 wurde sie in die neue Panzerbrigade 45 eingegliedert.

## Stationierung

### 1. Rotation
Die Bundeswehr stellt etwa 450 Soldaten bestehend aus:
- einer Kampfkompanie des Panzergrenadierbataillons 122 aus Oberviechtach mit 20 Schützenpanzern Marder,
- sechs Kampfpanzern Leopard 2A6 des Panzerbataillons 104 aus Pfreimd und weiteren Fahrzeugen sowie
- einer Versorgungskompanie und
- einem Stabszug.[11][12][13]

Das Kommando über die 1. Rotation hatte  Oberstleutnant Christoph Huber.

### 2. Rotation
Am 3. August 2017 übernahm der deutsche Kommandeur des Panzergrenadierbataillons 371 Oberstleutnant Thorsten Gensler von Oberstleutnant Christoph Huber das Kommando über das deutsch geführte NATO eFP-Bataillon Battle Group Lithuania und die Stärke des eFP-Bataillons (ohne Verstärkungskräfte) in Rukla beträgt nach Angaben des Einsatzführungskommandos der Bundeswehr insgesamt 916 Soldaten, davon aus:
- Deutschland 442 Soldaten
- Niederlande: Mechanisierte Infanteriekompanie vom 44 Pantserinfanteriebataljon "Johan Willem Friso" (mit IFV CV9035NL, gesamt: 237 Soldaten)
- Norwegen: gemischte Mechanisierte Infanteriekompanie vom Telemark Bataljon (mit IFV CV9030NF1 und Leopard 2A4NO, gesamt: 158 Soldaten)
- Belgien: Versorgungskompanie vom 18 Bataljon Logistiek und 29 Bataljon Logistiek (gesamt: 57 Soldaten)[14]
- Luxemburg Teile in der Versorgungskompanie, im Stab, sowie Aufklärungskräfte (gesamt: 22 Soldaten)

Die Bundeswehr stellte Teile aus folgenden Einheiten:
- Panzergrenadierbataillon 371
- Panzerbataillon 393
- Panzerpionierbataillon 701
- Versorgungsbataillon 131[15]
- Panzergrenadierbataillon 391

### 3. Rotation
Am 5. Februar 2018 übernahm der deutsche Kommandeur des Jägerbataillons 292 Oberstleutnant Wolf Rüdiger Otto von Oberstleutnant Thorsten Gensler das Kommando über das deutsch geführte NATO eFP-Bataillon Battle Group Lithuania. Die Stärke des eFP-Bataillons (ohne Verstärkungskräfte) in Rukla beträgt nach Angaben des Einsatzführungskommandos der Bundeswehr insgesamt 1286 Soldaten, davon aus:
- Deutschland 500 Soldaten
- Frankreich: Eine Gebirgsjägerkompanie vom 7e bataillon de chasseurs alpins sowie ein Panzerzug vom 5e Régiment de Dragons (mit BV-206D, Kampfpanzer Leclerc, gesamt: 280 Soldaten)[17]
- Niederlande: Mechanisierte Infanteriekompanie vom 44 Pantserinfanteriebataljon "Johan Willem Friso" (mit IFV CV9035NL, gesamt: 240 Soldaten)[18]
- Kroatien: Mechanisierte Infanteriekompanie vom 1. mehanizirana bojna "Tigrovi" (mit Radpanzer Patria, gesamt: 230 Soldaten)[19]
- Norwegen: Aufklärungszug (gesamt: 35 Soldaten)
- Island 1 Mitarbeiter des isländischen Außenministeriums

Im Kern besteht das Bataillon aus mechanisierten und infanteristischen Kräften. Anlassbezogen, etwa bei Übungsvorhaben, werden Verstärkungskräfte (zum Beispiel Aufklärungskräfte, ABC-Abwehr oder Artillerie) zugeführt. Der deutsche Beitrag umfasst die Führung, Anteile einer Stabs‐ und Versorgungskompanie sowie dauerhaft mindestens eine Kampfkompanie.
Die Bundeswehr stellt Teile aus folgenden Einheiten der Deutsch-Französischen Brigade:
- Jägerbataillon 292 aus Donaueschingen
- Panzerpionierkompanie 550 aus Stetten am kalten Markt
- Deutsch-Französisches Versorgungsbataillon aus Müllheim

Als Fahrzeuge nutzt die Bundeswehr in dieser Rotation hauptsächlich den GTK Boxer, den Transportpanzer Fuchs sowie das Kettenfahrzeug Wiesel. Die internationalen Partner nutzen die Schützenpanzer CV90, Patria AMV, VBCI und den Kampfpanzer Leclerc.

### 4. Rotation
Die Kräfte der 4. Rotation wurden am 14. Juni 2018 in Bad Frankenhausen in den Einsatz verabschiedet. Kommandeur der 4. Rotation eFP-Bataillon Battle Group Lithuania wird der Kommandeur des Panzerbataillons 393, Oberstleutnant René Braun. Die Bundeswehr stellt Teile aus folgenden Einheiten der Panzergrenadierbrigade 37:
- Panzerbataillon 393 aus Bad Frankenhausen
- Panzergrenadierbataillon 371 aus Marienberg
- Panzerpionierbataillon 701 aus Gera
- Versorgungsbataillon 131 aus Bad Frankenhausen und Bad Salzungen
- Artillerielehrbataillon 345 aus Idar–Oberstein (temporär)

hinzu kommen:
- Tschechien: mechanisierte Infanteriekompanie vom 41. mechanizovaný prapor aus Žatec[22]
- Niederlande: mechanisierte Infanteriekompanie vom 44 Pantserinfanteriebataljon "Johan Willem Friso" aus Havelte, gesamt 220 Mann
- Belgien: mechanisierte Infanteriekompanie aus dem 1/3 Bataillon de Lanciers aus Marche-en-Famenne, gesamt 250 Mann
- Luxemburg: Aufklärungszug aus Diekirch, gesamt 25 Mann (in die Belgische Kompanie integriert)

### 5. Rotation
Die Kräfte der 5. Rotation wurden am 11. Dezember 2018 in Pfreimd in den Einsatz verabschiedet. Kommandeur dieser Rotation ist der Kommandeur des Panzerbataillons 104 aus der Panzerbrigade 12, Oberstleutnant Peer Papenbroock. Dieser Verband stellt mit 450 der insgesamt 600 deutschen Soldaten auch den Großteil der Kräfte. Des Weiteren sind auch Soldaten aus den Bereichen der Stabs-/Fernmelde-Kompanie der Panzerbrigade 12, des Zentralen Sanitätsdienstes, der Streitkräftebasis sowie des Kommandos Cyber- und Informationsraum beteiligt. Neben den deutschen Teilen stellen Tschechien und die Niederlande weitere Kräfte. Somit gliedert sich die eFP-Bataillon Battle Group Lithuania I/2019 grob:
- Panzerbataillon 104 aus Pfreimd stellt neben der Bataillonsführung auch die Stabs- und Versorgungskompanie sowie eine Kampfkompanie

- Tschechien: mechanisierte Infanteriekompanie
- Niederlande: mechanisierte Infanteriekompanie vom 17 Pantserinfanteriebataljon "Garderegiment Fuseliers Prinses Irene" aus Oirschot

Weiter ist vorgesehen, den Gefechtsverband für Übungsvorhaben durch Kampfunterstützungskräfte der Aufklärungs- und der Artillerietruppe anlassbezogen zu verstärken. Hierfür können rund 200 Soldatinnen und Soldaten nach Litauen entsandt werden. Das Kontingent übernahm am 4. Februar 2019 vom 4. Kontingent und wird wiederum für sechs Monate in Litauen eingesetzt sein.

### 6. Rotation
Den Schwerpunkt der Kräfte der 6. Rotation wird ab Juli 2019 das Panzergrenadierbataillon 391 aus Bad Salzungen stellen. Die Führung der multinationalen Battlegroup eFP II/19 wird der Bataillonskommandeur dieses Bataillons, Oberstleutnant Rouven Habel, sein. Ende Juli verlegen die ersten Soldatinnen und Soldaten nach Litauen. Das Panzergrenadierbataillon 391 wird insgesamt etwa 500 Soldatinnen und Soldaten stellen. Diese gliedern sich, neben der Bataillonsführung, in eine Stabs- und Versorgungskompanie sowie eine Kampfkompanie mit Schützenpanzer Marder, welche durch Kampfpanzer aus dem Panzerbataillon 393 aus Bad Frankenhausen verstärkt wird. Mit den Unterstützungskräften aus dem Versorgungsbataillon 131 aus Bad Frankenhausen, Aufklärungsbataillon 13 aus Gotha, Panzerpionierbataillon 701 aus Gera und dem Artillerielehrbataillon 345 aus Idar-Oberstein in Rheinland-Pfalz, werden zeitweise über 700 deutsche Soldatinnen und Soldaten in Litauen ihren Dienst verrichten. Zum Gefechtsverband werden auch belgische, niederländische, norwegische und tschechische Soldatinnen und Soldaten gehören. Die Ablösung durch die 7. Rotation ist für Februar 2020 geplant.

### 7. Rotation
Die aus 1200 Mann bestehenden Kräfte der 7. Rotation wurden ab Februar 2020 hauptsächlich vom Panzergrenadierbataillon 371 aus Marienberg in Sachsen, und anderen Einheiten der Panzergrenadierbrigade 37 gestellt. Der Kommandeur des Leitbataillons, Oberstleutnant Axel Niemann, wurde auch der Führer der EFP-Battlegroup. Weitere Einheiten kommen aus folgenden Bündnisstaaten:
- Niederlande: mechanisierte Infanterie vom 45 Pantserinfanteriebataljon "Oranje Gelderland" in Havelte mit IFV CV9035NL, Panzerhaubitzenzug vom 41 Afdeling Artillerie "Korps Veldartillerie" aus 't Harde mit Panzerhaubitze 2000
- Kroatien: mechanisierte Infanteriekompanie vom 3. mehanizirana bojna "Pauci" aus Knin (mit Radpanzer Patria)[29]
- Norwegen: mechanisierte Infanteriekompanie vom "Telemark Bataljon" (mit IFV CV9030NF1 und Leopard 2A4NO)
- Tschechien
- Luxemburg: Teile der Versorgungskompanie
- Island

### 8. Rotation
Das Panzerbataillon 104 aus Pfreimd stellt vom August 2020 an den achten Leitverband der NATO-Battlegroup Lithuania (erneut) unter dem Kommando von Oberstleutnant Peer Papenbroock.
- Deutschland Stab, eine Kampfkompanie (mit 14 Kampfpanzer Leopard 2, einem SPz Marder und einem Bergepanzer Büffel, Logistik- und Sanitätskräfte, gesamt: 500 Soldaten)[30]
- Niederlande: Mechanisierte Infanteriekompanie (Charly-Compagnie) vom 45 Pantserinfanteriebataljon Oranje Gelderland" aus Havelte (mit IFV CV9035NL sowie Fennek MRAT (Medium Range Anti Tank)), Pionier- und Sanitätskräfte, gesamt: 280 Soldaten[31],
- Frankreich: Eine Aufklärungsschwadron (mit 5 Kampfpanzern Leclerc, 14 VBCI, 5 VAB, Logistik- und Sanitätskräfte, gesamt: 163 Soldaten)[32]
- Norwegen: mechanisierte Infanteriekompanie vom "Telemark Bataljon" (mit IFV CV9030NF1 und Leopard 2A4NO), Militärpolizei, Pionier-, Logistik- und Sanitätskräfte, gesamt: 120 Soldaten[33]

### 9. Rotation
Das Panzerlehrbataillon 93 aus Munster (Niedersachsen) wurde im Februar 2021 Leitverband der aus etwa 1287 Soldaten bestehenden Battlegroup Lithuania.
Truppenstellende Nationen:
- Deutschland: 583 Soldaten[34]
- Niederlande: 270 Soldaten[34]
- Belgien: 198 Soldaten[34]
- Norwegen: 195 Soldaten[34]
- Tschechien: 36 Soldaten[34]
- Luxemburg: 4 Soldaten[34]
- Island: 1 Soldat[34]

### 10. Rotation
Der Leitverband der 10. Rotation wurde im August 2021 das bi-nationale (deutsch-niederländische) Panzerbataillon 414 aus Lohheide (Niedersachsen). Unterstützt wird das Panzerbataillon u. a. durch Teile des Panzerpionierbataillon 130 aus Minden und weitere niederländische Einheiten, mehrheitlich gestellt von der 43. Mechanisierten Brigade aus Havelte, dem auch der Leitverband unterstellt ist (Ausgerüstet mit Leopard-2-Kampfpanzern, CV9035NL-Schützenpanzern, GTK Boxer, Spähpanzern Fennek und Bergepanzern Büffel).
Mehrmals wurden deutsche Offiziere litauischerseits 2021 für besondere Verdienste ausgezeichnet.

### 11. Rotation
Stand Februar 2022 dient das Panzergrenadierbataillon 411 der Panzergrenadierbrigade 41 in Rukla. Der Kampfverband besteht aus:
- Deutschland: Eine gepanzerte Kompanie (zwei Panzergrenadierzüge, ein Panzerzug und ein Pionierzug), ein Stabs- und Versorgungselement. Insgesamt 543 Soldaten
- Belgien: Ein PR-Sprecher
- Tschechien: eine Flugabwehreinheit mit bis zu 135 Soldaten
- Luxemburg: Eine Transportgruppe mit 4 Soldaten
- Niederlande: Eine Panzergrenadierkompanie und ein logistisches Unterstützungselement, insgesamt 270 Soldaten
- Norwegen: Eine Panzergrenadierkompanie mit Kampfpanzern und Schützenpanzern, ein Stabs- und Versorgungselement. Insgesamt bis zu 150 Soldaten

Die Battlegroup wurde im Februar durch weitere 300 Soldaten verstärkt.

### 12. Rotation
Stand August 2022 stellt hauptsächlich das Panzerbataillon 203 den deutschen Anteil der Battlegroup, gemeinsam mit weiteren Einheiten der Panzerbrigade 21.
Weitere Truppensteller sind die Niederlande, Belgien, Norwegen, Tschechien und Luxemburg. Kommandeur des eFP-Bataillons ist Oberstleutnant Marco Maulbecker. Kommandeur aller deutschen Kräfte in Litauen und Verbindungsoffizier zur litauischen Iron Wolf Brigade ist aktuell Oberst André Hastenrath, stellv. Kommandeur der Panzerbrigade 21, der mit der Aufstellung der zukünftigen deutschen Bundeswehrbrigade für Litauen beauftragt ist.

### 13. Rotation
Die 13. Rotation wird im Schwerpunkt vom Panzergrenadierbataillon 401 aus Hagenow gestellt. Die deutsche Kampfkompanie bestand aus einer Panzergrenadierkompanie dieses Bataillons, verstärkt durch einen Panzerzug des Panzerlehrbataillon 93 aus Munster. Des Weiteren stellte Deutschland eine Batterie des Artillerielehrbataillons 325 (ebenfalls aus Munster) mit Panzerhaubitzen 2000, sowie eine Versorgungskompanie vom Versorgungsbataillon 142, ebenfalls aus Hagenow. Die Königlichen Niederländischen Armee stellte eine mechanisierte Infanteriekompanie vom 44 Pantserinfanteriebataljon "Johan Willem Friso" aus Havelte, verstärkt durch einen Aufklärungs- und Pionierzug. Die Niederländer waren mit CV-90, Boxern und Fenneks ausgestattet. Die Dritte Kampfkompanie wurde in dieser Rotation durch die Kroatische Armee mit einer mechanisierte Infanteriekompanie auf Patria AMV der Gardijska mehanizirana brigada; aus Knin gestellt. Das Norwegische Heer stellte einen Aufklärungszug, das Tschechische Heer eine CBRN-Kompanie aus ihrem 31. ABC-Abwehrregiment in Liberec. Das Belgische Heer stellt Kräfte für den Stab der Battlegroup.

### 14. Rotation
Die 14. Rotation stand unter dem Kommando von Oberstleutnant Andreas Kirchner vom Panzerbataillon 363 aus Hardheim.

### 15. Rotation
Unter der Führung von Oberstleutnant Marek Krüger vom Panzerbataillon 104 aus Pfreimd wurde die 15. Rotation im Februar 2024 in Dienst gestellt.

### 16. Rotation
Erstmals seit dem Start der multinationalen Einheit 2017 ist kein Bundeswehroffizier, sondern der niederländische Oberstleutnant Sebastiaan Schillemans, der sonst das gemischte deutsch-niederländische Panzerbataillon 414 der Bundeswehr führt, Kommandant der Battlegroup. In der multinationalen Battlegroup Litauen ist es Tradition, dass der Kommandeur des Leitverbandes auch der Kommandeur der Battlegroup ist. In der jetzt begonnenen 16. Rotation wird ebenfalls an dieser Praxis festgehalten. Das führt erstmalig dazu, dass die Battlegroup durch einen niederländischen Kommandeur geführt wird. Oberstleutnant Schillemans führt seit 2022 das Panzerbataillon 414 aus dem niedersächsischen Lohheide. Für die Battlegroup stellte Deutschland eine Panzerkompanie, eine Aufklärungskompanie, sowie eine Versorgungskompanie. Das Norwegische Heer stellte eine mechanisierte Infanteriekompanie. Das niederländische Heer stellte eine mechanisierte Infanteriekompanie sowie eine der Panzerkompanien. Das tschechische Heer stellte eine Artilleriebatterie sowie ABC-Kräfte. Die luxemburgischen Streitkräfte waren mit einem Logistiktrupp vertreten.

### 17. Rotation
Bei der 17. Rotation übernahm mit Oberstleutnant Malte Bolanz vom Panzergrenadierbataillon 33 aus Neustadt am Rübenberge wieder ein deutscher die Führung der Battlegroup. Wie schon bei den vorherigen Rotationen üblich, wurde auch das Großgerät entsprechend ausgetauscht. Dies stellt einen wesentlichen Unterschied zur dauerhaften Stationierung der Panzerbrigade 45, von welcher die Battlegroup ein Teil sein wird, dar. Erstmals kam der Schützenpanzer Puma zum Einsatz. Mit Übernahme der 17. Rotation wurde die bisherige eFP-Battlegroup Lithuania in Multinational Battlegroup Lithuania umbenannt.

### 18. Rotation
Im August 2025 wurde die 18. Rotation unter der Führung von Oberstleutnant Tobias Tidau erneut vom Panzergrenadierbataillon 411 aus Viereck in Dienst gestellt.

## Kommandeure
| Nr. | Name                                  | Beginn der Berufung | Heimatverwendung                                                      |
| --- | ------------------------------------- | ------------------- | --------------------------------------------------------------------- |
| 01  | Oberstleutnant Christoph Huber        | Februar 2017        | Kommandeur des Panzergrenadierbataillon 122 aus Oberviechtach         |
| 02  | Oberstleutnant Thorsten Gensler       | August 2017         | Kommandeur des Panzergrenadierbataillon 371 aus Marienberg            |
| 03  | Oberstleutnant Wolf Rüdiger Otto      | Februar 2018        | Kommandeur des Jägerbataillon 292 aus Donaueschingen                  |
| 04  | Oberstleutnant René Braun             | August 2018         | Kommandeur des Panzerbataillon 393 aus Bad Frankenhausen/Kyffhäuser   |
| 05  | Oberstleutnant Peer Papenbroock       | Februar 2019        | Kommandeur des Panzerbataillon 104 aus Pfreimd                        |
| 06  | Oberstleutnant Rouven Habel           | August 2019         | Kommandeur des Panzergrenadierbataillon 391 aus Bad Salzungen         |
| 07  | Oberstleutnant Axel Niemann           | Februar 2020        | Kommandeur des Panzergrenadierbataillon 371 aus Marienberg            |
| 08  | Oberstleutnant Peer Papenbroock       | August 2020         | Kommandeur des Panzerbataillon 104 aus Pfreimd                        |
| 09  | Oberstleutnant Sebastian Hebisch      | Februar 2021        | Kommandeur des Panzerlehrbataillon 93 aus Munster                     |
| 10  | Oberstleutnant Hagen Ruppelt          | August 2021         | Kommandeur des Panzerbataillon 414 aus Bergen                         |
| 11  | Oberstleutnant Daniel Andrä           | Februar 2022        | Kommandeur des Panzergrenadierbataillon 411 aus Viereck               |
| 12  | Oberstleutnant Marco Maulbecker       | August 2022         | Kommandeur des Panzerbataillon 203 aus Augustdorf                     |
| 13  | Oberstleutnant Lars Neitzel           | Februar 2023        | Kommandeur des Panzergrenadierbataillon 401 aus Hagenow               |
| 14  | Oberstleutnant Andreas Kirchner       | August 2023         | Kommandeur des Panzerbataillon 363 aus Hardheim                       |
| 15  | Oberstleutnant Marek Krüger           | Februar 2024        | Kommandeur des Panzerbataillon 104 aus Pfreimd                        |
| 16  | Oberstleutnant Sebastiaan Schillemans | August 2024         | Kommandeur des Panzerbataillon 414 aus Bergen                         |
| 17  | Oberstleutnant Malte Bolanz           | Februar 2025        | Kommandeur des Panzergrenadierbataillon 33 aus Neustadt am Rübenberge |
| 18  | Oberstleutnant Tobias Tidau           | August 2025         | Kommandeur des Panzergrenadierbataillons 411 aus Viereck              |